# Clubiona estes
Clubiona estes là một loài nhện trong họ Clubionidae.
Loài này thuộc chi Clubiona. Clubiona estes được miêu tả năm 1958 bởi Edwards.